# Andrei Slavnov
Andrei Alekseevich Slavnov (em russo:  Андрей Алексеевич Славнов; Moscou, 22 de dezembro de 1939) é um físico russo.
Slavnov graduo-se em física em 1962 na Universidade Estatal de Moscou e obteve em 1965 o grau de Candidato de Ciências no Instituto de Matemática Steklov.
Recebeu o Prêmio Pomeranchuk de 2013. Foi palestrante convidado do Congresso Internacional de Matemáticos em Vancouver (1974). Foi em 1987 membro correspondente e em 2000 membro pleno da Academia de Ciências da Rússia.

## Publicações selecionadas
- com Ludvig Dmitrievich Faddeev: Gauge Fields. Introduction to Quantum Theory, Addison-Wesley, 2nd edition 1991 (1st English-language edition, Benjamin 1980; Russian original published by Nauka, Moscow 1978)
- 60 years to nonabelian gauge fields." In Particle Physics at the Year of Light: Proceedings of the Seventeenth Lomonosov Conference on Elementary Particle Physics, pp. 435–442. 2017. arXiv.org preprint